# Provincia de Loayza
La provincia de Loayza es una provincia boliviana ubicada en el departamento de La Paz, al oeste del país. Tiene una superficie de 3.370 km² y una población de 47.473 habitantes (según el Censo INE 2012). Su capital provincial es la ciudad de Luribay en el municipio homónimo.

## Historia
La provincia de Loayza fue creada mediante Decreto Supremo de la Junta de Gobierno y Acta de la Convención Nacional del 29 de mayo de 1899 y ratificada el 16 de enero de 1900 por el presidente José Manuel Pando, separándose de la provincia de Sica Sica (actual provincia de Aroma). Fue nombrado en homenaje al general y vicepresidente José Ramón de Loayza Pacheco, que pasó a ser presidente provisional de Bolivia entre el 18 de diciembre de 1828 y el 26 de diciembre de 1828.

## Demografía
De acuerdo con el censo boliviano de 2024, la población de la provincia de Loayza es de 57 827 habitantes.
La población de la provincia ha aumentado en casi dos tercios en las últimas tres décadas:
| Año  | Habitantes | Fuente |
| ---- | ---------- | ------ |
| 1992 | 35 809     | Censo  |
| 2001 | 43 731     | Censo  |
| 2012 | 47 295     | Censo  |
| 2024 | 57 827     | Censo  |

## Economía
En la región de la provincia se encuentran las minas de Viloco, Monteblanco, y Mallachuma, de las cuales se extrae el estaño, el zinc y el plomo.
En la provincia se diferencian tres pisos ecológicos, lo cual permite una producción variada, dando paso a la producción de verduras como la papa, oca, papalisa, haba, arveja, tomate, zanahoria, cebolla, y frutas como peras, manzanas, ciruelas, damascos, chirimoya boliviana, plátano, naranja, ajipa y otros.
El 17 de marzo de 2009, la capital provincial, Luribay, fue declarada capital del durazno y la uva del departamento de La Paz.

## Estructura
La provincia de Loayza está dividida administrativamente en 5 municipios, los cuales son:
- Luribay
- Sapahaqui
- Yaco
- Malla
- Cairoma